# Du gamla, Du fria
Du gamla, Du fria (slovensko Ti stara, ti svobodna) je himna Švedske. Besedilo je leta 1844 napisal Richard Dybeck. Na Švedskem vedno pojejo prvi dve kitici, zadnji dve pa se ne uporabljata. Ob mednarodnih priložnostih se največkrat poje samo prva kitica. 

## Besedilo
| Du gamla, Du fria, Du fjällhöga nord Du tysta, Du glädjerika sköna! Jag hälsar Dig, vänaste land uppå jord, /:Din sol, Din himmel, Dina ängder gröna.:/ Du tronar på minnen från fornstora dar, då ärat Ditt namn flög över jorden. Jag vet att Du är och Du blir vad du var. /: Ja, jag vill leva jag vill dö i Norden.: Jag städs vill dig tjäna mitt älskade land, din trohet till döden vill jag svära. Din rätt, skall jag värna, med håg och med hand, /:din fana, högt den bragderika bära.:/ Med Gud skall jag kämpa, för hem och för härd, för Sverige, den kära fosterjorden. Jag byter Dig ej, mot allt i en värld /: Nej, jag vill leva jag vill dö i Norden.:/ | Ti stara, ti svobodna, ti gorata severna dežela, v lepoto in mir naša srca vodeč! Pozdravljam te, o najlepša zemlja sveta, tvoje sonce, nebo in zelene livade, tvoje sonce, nebo in zelene livade. Tvoj prestol počiva na spominu slavne davnine, ko tvoje ime je slovelo širom vsega sveta. Vem, da si in boš kot si bila, oh, živel in umrl bi na Severu, oh, živel in umrl bi na Severu! Za vedno bom služil ti, ljubljena domovina, do smrti ti zvestobo bom dolgoval. Tvojo pravico bom branil z roko in glavo, tvoj prapor junaških dejanj, tvoj prapor junaških dejanj! Z Bogom se boril bom za dom in za srečo, za Švedsko, ljubo domovino. Za nič na svetu ne bi te zamenjal, ne, živel in umrl bi na Severu, ne, živel in umrl bi na Severu! |